# مهیار علیزاده
مهیار علیزاده (زادهٔ ۱۳۶۰ تهران) آهنگساز ایرانی است.

## زندگی‌نامه
مهیار علیزاده متولد سال ۱۳۶۰ در تهران است. از ۱۰ سالگی و با حمایت‌های بی‌دریغ مادر و تشویق‌های مکرر پدر که خود از اهالی هنر و از نقاشان بنام معاصر ایران هستند، نواختن ساز تار و فراگیری موسیقی ایرانی را با کیوان ساکت آغاز کرد و پس از چندین سال به همراه کیوان ساکت، در کنسرت‌های مختلف و به عنوان نوازنده ارکستر وزیری، ایشان را همراهی می‌کرد.
پس از اخذ دیپلم ریاضی از دبیرستان البرز، وارد دانشکده موسیقی شد و از محضر استادان گوناگون بهره‌مند شد. پس از گرفتن مدرک کارشناسی، در کنکور کارشناسی ارشد رشته آهنگسازی پذیرفته شد، ولی ترجیح داد در خارج از کشور تحصیلات خود را دنبال کند.
اولین مقصد او کنسرواتوار کومیتاس در کشور ارمنستان بود و در آن جا برای اولین بار با فضاهای جدید و نو موسیقی و آهنگسازی آشنا شد. بهره بردن هرچند کوتاه از محضر بزرگ‌ترین استادان موسیقی این کشور، دید وی به موسیقی را کاملاً تغییر داد.
طبق گفته وی، زندگی هنری وی به قبل از سفر به ارمنستان و پس از آن تقسیم‌بندی می‌شود.
پس از دو سال تحصیل در کنسرواتور در رشته آهنگسازی، امکان سفر و ادامه تحصیل در مقطع کارشناسی ارشد در دانشگاه وین – اتریش فراهم می‌شود. او تصمیم می‌گیرد تا به پایتخت موسیقی کلاسیک جهان پا بگذارد تا به اهداف خود نزدیک‌تر شود.
سال ۸۸ است و وی تصمیم می‌گیرد تا قبل از سفر به اتریش، آلبومی که ساخت آن در ارمنستان کلید خورده بود را به‌طور کامل ضبط و منتشر کند. پس از مشورت با علیرضا قربانی که همواره از وی به عنوان یکی از تواناترین و با اخلاق‌ترین خوانندگان حال حاضر کشور یاد می‌کند، توافق می‌کنند که انجام این پروژه را با همکاری یکدیگر آغاز کنند. این اثر حریق خزان، نام می‌گیرد و پس از انتشار توسط شرکت فرهنگی – هنری آوای باربد، به پرفروش‌ترین آلبوم موسیقی ایرانی در سال ۱۳۹۱ بدل می‌گردد، و در محافل هنری از آن به عنوان برترین آلبوم موسیقی سال سخن می‌گویند.
این موفقیت‌ها سبب می‌شود که همکاری مهیار علیزاده و علیرضا قربانی کماکان و تا امروز در آلبوم‌ها و کنسرت‌های گوناگون ادامه داشته باشد.
از فعالیت‌های دیگر و اخیر او می‌توان به آهنگسازی برای فیلم‌های سینمایی و سریال‌های تلویزیونی و انیمیشن، آهنگسازی آلبوم «در شعله با تو رقصان» با همکاری صابر ابر و آهنگسازی آلبومی با حضور همایون شجریان و علیرضا قربانی در کنار هم نیز اشاره کرد.
آخرین آلبوم او با نام «دخت پری وار» با همکاری علیرضا قربانی در سال ۱۳۹۵ منتشر شد که جزو ده آلبوم پرفروش ۶ ماه نخست ۱۳۹۵ بود.

## فعالیت موسیقایی
- علیزاده که از آموزش کیوان ساکت بهره می‌بُرد، به عنوان تنظیم کننده، ناظر ضبط و نوازنده، در آلبوم‌ها و کنسرت‌های متعددی با او همکاری داشته‌است.

### آثار
- آهنگسازی و تألیف آلبوم حریق خزان با صدای علیرضا قربانی (۱۳۹۱–۱۳۸۹)[۱۱]
- تأسیس گروه موسیقی معاصر ایرانی.
- آهنگسازی موسیقی متن فیلم سینمایی فرشته‌ها با هم می‌آیند به کارگردانی حامد محمدی، ۳۲مین جشنواره فیلم فجر[۷]
- آهنگسازی موسیقی متن سریال پرده‌نشین و تیتراژ آن با صدای علیرضا قربانی و کارگردانی بهروز شعیبی (۱۳۹۳)[۱۲]
- آهنگسازی و تألیف آلبوم، با صدای علیرضا قربانی و همایون شجریان[۱۳][۱۴][۱۵]
- آهنگسازی و تألیف آلبوم در شعله با تو رقصان، با دکلمه صابر ابر و پانته‌آ پناهی‌ها (۱۳۹۴)[۸]
- آهنگسازی و تألیف آلبوم دخت پری‌وار با صدای علیرضا قربانی (۱۳۹۴–۱۳۹۲)[۱۶][۱۷][۱۸][۱۹][۲۰][۲۱][۲۲][۲۳][۲۴][۲۵][۲۶][۲۷][۲۸]
- آهنگسازی موسیقی متن انیمیشن درخت پرتقالی به کارگردانی امیرهوشنگ معین(۱۳۹۵)[۲۹]
- آهنگسازی و تألیف آلبوم، به همراه فردین خلعتبری، با صدای محمد معتمدی (۱۳۹۵)[۳۰][۳۱][۳۲]
- آهنگسازی و تألیف آلبوم، با صدای مهران مدیری (۱۳۹۶)[۳۳][۳۴][۳۵]
- آهنگسازی و تألیف آلبوم، با صدای پارسا خائف (۱۳۹۹)

#### آهنگسازی آلبوم ارکسترال با دو خواننده
مهیار علیزاده پس از ارائهٔ آلبوم موفق حریق خزان آلبوم دیگری، منتشر کرد. این آلبوم کار مشترکی بین دو خواننده و جوان و آتیه دار ایرانی، علیرضا قربانی و همایون شجریان است. این نخستین بار پس از انقلاب است که یکی اثر با دو خواننده آن هم در چنین سطحی ارائه می‌شود.

### کنسرت
- کنسرت وین – اتریش، اجرای آثار مهیار علیزاده توسط آنسامبل موسیقی هنری ایرانی و به رهبری ایمان خمر و با صدای آندرا پورتیس – آنائیس فینز و علیرضا عراقی‌مقدم (۱۰ نوامبر ۲۰۱۳ میلادی)
- کنسرت در وین – اتریش، اجرای آلبوم موسیقی حریق خزان توسط ارکستر تهران – وین با صدای علیرضا قربانی، همخوانی میلنا آرسوفکا و آنائیس فینز و به رهبری ایمان خمر (اول فوریه ۲۰۱۳ میلادی)[۳۶]
- اجرای آثار مدرن مهیار علیزاده در وین - اتریش (۶ ژوئیه ۲۰۱۳)
- کنسرت تهران، اجرای آلبوم حریق خزان و قطعات جدید با صدای علیرضا قربانی، آهنگسازی مهیار علیزاده و به رهبری سهراب کاشف در تالار وحدت (مهرماه ۱۳۹۲)[۳۷][۳۸]
- کنسرت وین - اتریش، اجرای آلبوم حریق خزان و قطعات جدید با صدای علیرضا قربانی، آهنگسازی مهیار علیزاده در سالن Odeon Theater، برای دومین بار، حریق خزان در وین اجرا شد. (۲۳ نوامبر ۲۰۱۳)[۳۸]
- کنسرت لوزان - سوییس، اجرای آلبوم حریق خزان و قطعات جدید با صدای علیرضا قربانی و آهنگسازی مهیار علیزاده، (۲۶ نوامبر ۲۰۱۳)[۳۸]
- کنسرت استکهلم - سوئد، اجرای آلبوم حریق خزان و قطعات جدید با صدای علیرضا قربانی و آهنگسازی مهیار علیزاده، (۳۰ نوامبر ۲۰۱۳)[۳۸]
- کنسرت هلند، اجرای آلبوم حریق خزان و قطعات جدید با صدای علیرضا قربانی و آهنگسازی مهیار علیزاده، (۱۶ نوامبر ۲۰۱۳)[۳۸]
- کنسرت دوسلدورف، اجرای قطعاتی از آلبوم حریق خزان با صدای علیرضا قربانی و آهنگسازی مهیار علیزاده، به همراهی ارکستر فیلارمونیک جوانان دوسلدورف و به رهبری ارنست فون مارشال در سالن تن هاله (۲۸ سپتامبر ۲۰۱۴)[۳۹]
- کنسرت در شعله با تو رقصان با خوانش صابر ابر و پانته‌آ پناهی‌ها و آهنگسازی مهیار علیزاده در تالار وحدت (۲ مرداد ۱۳۹۴)[۴۰]
- کنسرت دخت پری‌وار با صدای علیرضا قربانی و آهنگسازی مهیار علیزاده در قالب ۱۰ اجرا در تالار وحدت (۱۹ الی ۲۳ خرداد، ۲۸ خرداد، ۱۸ الی ۲۰ تیر ۱۳۹۵)[۴۱][۴۲][۴۳][۴۳][۴۴][۴۵]
- کنسرت با صدای علیرضا قربانی و آهنگسازی مهیار علیزاده در مرکز همایش‌های برج میلاد (۸ بهمن ۱۳۹۵)[۴۶]
- کنسرت با صدای علیرضا قربانی و اجرای آثاری از مهیار علیزاده و فردین خلعتبری در تالار وحدت (۲۱، ۲۲، ۲۳، ۲۸ و ۲۹ اسفند ۱۳۹۵)[۴۷][۴۸]

### آلبوم‌ها
| آلبوم‌ها                   | آلبوم‌ها       | آلبوم‌ها | آلبوم‌ها | آلبوم‌ها                         | آلبوم‌ها          | آلبوم‌ها |
| ------------------------- | ------------- | ------- | ------- | ------------------------------- | ---------------- | --- |
| نام آلبوم                 | سال انتشار    | آهنگساز | نوازنده | خواننده                         | ناشر             | توضیحات |
| حریق خزان                 | ۱۳۹۱          | آری     |         | علیرضا قربانی                   | آوای باربد       | بهترین آلبوم موسیقی ایرانی در بزرگ‌ترین نظرسنجی تاریخ موسیقی ایران |
| در شعله با تو رقصان       | ۱۳۹۴          | آری     | آری     | دکلمه صابر ابر و پانته‌آ پناهی‌ها | ققنوس            | از اشعار «مولانا»، «هوشنگ ابتهاج» و «علیرضا کلیایی» استفاده شده‌است و تنوع زیادی در این بخش وجود دارد.                                                                    |
| دخت پری‌وار                | ۱۳۹۴          | آری     | آری     | علیرضا قربانی                   | آهنگ اشتیاق      | نگاه مینی‌مال شاخصهٔ اصلی این مجموعه است. |
| آلبوم با صدای مهران مدیری | در دست انتشار | آری     |         | مهران مدیری                     |                  | ترانه‌های تازه…از مولانا…آرامتر از گذشته، زیباتر، شاید… |
| نبودی تو                  | ۱۳۹۷          | آری     | آری     | هادی فیض آبادی                  |                  | سومین آلبوم هادی فیض‌آبادی |
| بی من                     | ۱۳۹۷          | آری     | آری     | مهیار علیزاده                   | ایران گام        | تلفیقی از سبک‌های پراگرسیو، آلترناتیو و موسیقی ایرانی است. اغلب اشعار آلبوم را شعرهای از حافظ و مولانا تشکیل می‌دهند و از شعر هوشنگ ابتهاج هم در این آلبوم استفاده شده‌است. |
| افسانه چشم‌هایت            | ۱۳۹۸          | آری     | آری     | مهیار علیزاده                   |                  | با صدای همایون شجریان و علیرضا قربانی. |
| آلبوم صبر کن              | ۱۳۹۸          | آری     |         | محمد معتمدی                     | آوای باربد       | آلبوم آهنگسازی مهیار علیزاده و فردین خلعتبری |
| آلبوم هفت الف             | ۱۳۹۹          | آری     | آری     | پارسا خائف                      | نوای نوبانگ جوان | آلبوم آهنگسازی مهیار علیزاده و با صدای پارسا خائف |
| ایستگاه                   | ۱۳۹۹          | آری     | آری     | امید نعمتی                      | نشر و پخش جوان   | با صدای امید نعمتی |

### موسیقی فیلم
| فیلم                 | کارگردان    | نویسنده                                 | بازیگران                                       | تاریخ انتشار |
| -------------------- | ----------- | --------------------------------------- | ---------------------------------------------- | ------------ |
| فرشته‌ها با هم می‌آیند | حامد محمدی  | حامد محمدی                              | جواد عزتی، نازنین بیاتی، رضا ناجی              | ۱۳۹۲         |
| پرده نشین            | بهروز شعیبی | حسین تراب نژاد، مهدی شیرزاد و مهدی حمزه | آتیلا پسیانی، ویشکا آسایش، هومن برق نورد...    | ۱۳۹۳         |
| زعفرانی              | حامد محمدی  | سعید جلالی، حامد محمدی و آزاده محسنی    | مهدی هاشمی، نرگس محمدی، ستاره اسکندری ...      | ۱۳۹۵         |
| ملکاوان              | احمد معظمی  | سمیه تاجیک                              | امین زندگانی، داریوش فرهنگ، پرویز فلاحی پور... | ۱۳۹۸         |

#### سریال پرده‌نشین
سریال پرده نشین، دومین تجربهٔ موسیقی فیلم مهیار علیزاده است. کارگردانی این سریال بر عهده بهروز شعیبی است و خوانندگی تیتراژ آن را علیرضا قربانی بر عهده دارد.

#### سریال زعفرانی
مجموعه تلویزیونی زعفرانی، به کارگردانی حامد محمدی در نوروز ۱۳۹۵ از شبکه یک سیما به روی آنتن رفت. در این مجموعه بازیگرانی همچون مهدی هاشمی، نرگس محمدی و ستاره اسکندری به ایفای نقش پرداختند. آهنگسازی موسیقی متن این سریال را مهیار علیزاده برعهده داشته‌است.

### تیتراژهای تلویزیونی
| برنامه / سریال | کارگردان    | نویسنده         | بازیگران                                      | تاریخ انتشار |
| -------------- | ----------- | --------------- | --------------------------------------------- | ------------ |
| ساکن طبقه وسط  | شهاب حسینی  | محمد هادی کریمی | شهاب حسینی، هنگامه قاضیانی، فرهاد اصلانی، ... | ۱۳۹۳         |
| دور همی        | مهران مدیری | امیر مهدی ژوله  | مهران مدیری، امیر مهدی ژوله، شقایق دهقان، ... | ۱۳۹۵         |

#### فیلم سینمایی ساکن طبقه وسط
قطعه بی‌قرار از آلبوم حریق خزان به عنوان تیتراژ پایانی فیلم سینمایی ساکن طبقه وسط ساخته شهاب حسینی انتخاب شد.

#### دورهمی
این برنامه، مجموعه‌ای نمایشی است که از آیتم‌های مختلفی از جمله گفتگو، استندآپ کمدی و… تشکیل شده‌است. آهنگسازی تیتراژ این مجموعه را مهیار علیزاده و مهران مدیری نیز خوانندگی آن را بر عهده داشته‌اند.

### موسیقی تئاتر
| تئاتر          | کارگردان     | نویسنده    | بازیگران                               | تاریخ اجرا              |
| -------------- | ------------ | ---------- | -------------------------------------- | ----------------------- |
| نگاهمان می‌کنند | محمدرضا اصلی | نغمه ثمینی | نازنین فراهانی، کاظم سیاحی، شیدا خلیق… | ۲۹ دی ۱۳۹۴–۲۳ بهمن ۱۳۹۴ |

#### نگاهمان می‌کنند
آهنگسازی موسیقی متن تئاتر «نگاهمان می‌کنند» به کارگردانی محمدرضا اصلی و تهیه‌کنندگی شهنام شهباززاده بر عهده مهیار علیزاده بود. این نمایش در ایرانشهر - سالن استاد ناظرزاده کرمانی در بازه زمانی (سه‌شنبه ۲۹ دی ۱۳۹۴ تا جمعه ۲۳ بهمن ۱۳۹۴) اجرا شد.

### موسیقی انیمیشن
| انیمیشن      | کارگردان       | نویسنده                     | تاریخ انتشار |
| ------------ | -------------- | --------------------------- | ------------ |
| درخت پرتقالی | امیرهوشنگ معین | امیرهوشنگ معین و هاجر مرادی | شهریور ۱۳۹۵  |

#### درخت پرتقالی
انیمیشن «درخت پرتقالی» به کارگردانی امیرهوشنگ معین و آهنگسازی مهیار علیزاده توانست تندیس «بهترین انیمیشن» و «دیپلم افتخار» هشتمین جشن انیمیشن، هجدهمین جشن سینما را از آن خود کند.

## داوری‌ها
- در سی و یکمین جشنواره موسیقی فجر (۱۳۹۴) مهیار علیزاده به عنوان عضو هیئت داروان انتخاب شد و به داوری و کارشناسی آثار شرکت‌کننده در این جشنواره پرداخت.

## سال شمار زندگی هنری
- ۱۳۹۱: انتشار آلبوم حریق خزان
- ۱۳۹۲: آهنگسازی موسیقی متن فیلم سینمایی فرشته‌ها با هم می‌آیند به کارگردانی حامد محمدی، ۳۲مین جشنواره فیلم فجر
- ۱۳۹۳: آهنگسازی موسیقی متن سریال پرده‌نشین و تیتراژ آن با صدای علیرضا قربانی و کارگردانی بهروز شعیبی
- ۱۳۹۴: انتشار آلبوم در شعله با تو رقصان
- ۱۳۹۴: آهنگسازی موسیقی متن نمایش نگاهمان می‌کنند
- ۱۳۹۴:   انتشار آلبوم دخت پری‌وار
- ۱۳۹۴: آهنگسازی تیتراژ مجموعه دورهمی با صدای مهران مدیری
- ۱۳۹۴: آهنگسازی موسیقی متن سریال زعفرانی و تیتراژ آن با صدای مهران مدیری و کارگردانی حامد محمدی
- ۱۳۹۴: آهنگسازی تیتراژ مجموعه دورهمی با صدای مهران مدیری
- ۱۳۹۵: آهنگسازی موسیقی متن انیمیشن درخت پرتقالی
- ۱۳۹۶: آهنگسازی و تألیف آلبوم صبر کن، به همراه فردین خلعتبری، با صدای محمد معتمدی[۶۳]
- ۱۳۹۶: آهنگسازی و تألیف آلبوم، با صدای مهران مدیری
- ۱۳۹۸: انتشار آلبوم افسانه چشم‌هایت
- ۱۳۹۹: انتشار آلبوم هفت الف با صدای پارسا خائف[۶۴]
- ۱۳۹۹: انتشار آلبوم ایستگاه با صدای امید نعمتی[۶۵]

## جوایز و افتخارات
- در پنجمین نظرسنجی سالانه موسیقی ما - نخستین جشن سالانه موسیقی‌ما - که بزرگ‌ترین نظرسنجی تاریخ موسیقی[۶۶] ایران لقب گرفت، مهیار علیزاده به همراه نخستین آلبوم خود یعنی حریق خزان به عنوان بهترین آلبوم موسیقی سنتی سال ۱۳۹۱ به انتخاب کارشناسان انتخاب شد. (۱۳۹۲)[۱]
- حریق خزان نخستین اثر مهیار علیزاده در لیست پر فروش‌ترین آلبوم‌های موسیقی سال۱۳۹۱(۱۳۹۲)[۶۷][۶۸]
- تیتراژ سریال پرده نشین، نامزد دریافت جایزه بهترین تیتراژ فیلم و سریال، در پانزدهیم جشن حافظ (۱۳۹۴)[۲]
- قطعه پرده‌نشین از ساخته‌های مهیار علیزاده، برنده جایزه بهترین قطعه موسیقی سنتی خارج از آلبوم به انتخاب مردم در سومین جشن سالانه موسیقی‌ما(۱۳۹۴)[۳][۴]
- آلبوم در شعله با تو رقصان نامزد جایزه باربد بهترین آلبوم موسیقی تلفیقی در سی و یکمین جشنواره موسیقی فجر(۱۳۹۴)[۵]
- آلبوم دخت پری وار برنده جایزه باربد بهترین آهنگسازی موسیقی ایرانی با کلام در سی و دومین جشنواره موسیقی فجر(۱۳۹۵)[۶]